# 1776
| [ Edytuj tabelę ]                  | |
| Król Polski                        | - 1764 Stanisław August Poniatowski 1795 |
| Emir Afganistanu                   | - 1772 Timur Szah Durrani 1793 |
| Współksiążęta Andory               | - 1771 Joaquín de Santiyán y Valdivielso 1779 - 1774 Ludwik XVI 1792                                                                                |
| Elektor Bawarii                    | - 1745 Maksymilian III Józef 1777 |
| Sułtan Brunei                      | - 1762 Omar Ali Saifuddin I 1795 |
| Cesarz Chin                        | - 1735 Qianlong 1796 |
| Król Czech                         | - 1743 Maria Teresa 1780 |
| Król Danii                         | - 1766 Chrystian VII 1808 |
| Dalajlama                          | - 1758 Jamphel Gjaco 1804 |
| Król Francji                       | - 1774 Ludwik XVI 1792 |
| Król Gruzji                        | - 1762 Herakliusz II 1798 |
| Król Hiszpanii                     | - 1759 Karol III 1788 |
| Landgraf Hesji-Kassel              | - 1760 Fryderyk II Heski 1785 |
| Stadhouder Holandii                | - 1751 Wilhelm V Orański 1795 |
| Szach Iranu                        | - 1750 Karim Chan 1779 |
| Państwo Wielkich Mogołów           | - 1759 Shah Alam II 1806 |
| Król Irlandii                      | - 1760 Jerzy III Hanowerski 1820 |
| Cesarz Japonii                     | - 1770 Go-Momozono 1779 |
| Kalif                              | - 1773 Abdülhamid I 1789 |
| Prezydent Kongresu Kontynentalnego | - 1776 John Hancock 1777 |
| Patriarcha Konstantynopola         | - 1774 Sofroniusz II 1780 |
| Władca Korei                       | - 1724 Yŏngjo 1776 - 1776 Chŏngjo 1800 |
| Książę Kurlandii i Semigalii       | - 1769 Piotr Biron 1795 |
| Emir Kuwejtu                       | - 1762 Abd Allah I 1814 |
| Książę Liechtensteinu              | - 1772 Franciszek Józef I 1781 |
| Sułtan Maroka                      | - 1757 Muhammad III 1790 |
| Książę Monako                      | - 1733 Honoriusz III 1793 |
| Król Nawarry                       | - 1774 Ludwik XVI 1791 |
| Król Nepalu                        | - 1775 Sinha Pratap 1777 |
| Król Norwegii                      | - 1766 Chrystian VII 1784 |
| Sułtan Omanu                       | - 1749 Ahmad ibn Sa’id 1783 |
| Elektor Palatynatu                 | - 1742 Karol IV Teodor 1799 |
| Papież                             | - 1775 Pius VI 1799 |
| Książę Parmy i Piacenzy            | - 1765 Ferdynand 1802 |
| Król Portugalii                    | - 1750 Józef 1777 |
| Król Prus                          | - 1772 Fryderyk II Wielki 1786 |
| Car Rosji                          | - 1762 Katarzyna II Wielka 1796 |
| Cesarz Rzymski (niemiecki)         | - 1765 Józef II Habsburg 1790 |
| Kapitanowie Regenci San Marino     | - 1775 Giambattista Angeli Girolamo Paoloni 1776 - 1776 Giuseppe Giannini Antimo Meloni 1776 - 1776 Francesco Onofri Francesco di Livio Casali 1777 |
| Elektor Saksonii                   | - 1763 Fryderyk August III 1806 |
| Król Sardynii                      | - 1773 Wiktor Amadeusz III 1796 |
| Król Szwecji                       | - 1771 Gustaw III 1792 |
| Król Tajlandii                     | - 1769 Taksin 1782 |
| Sułtan Turków                      | - 1774 Abdülhamid I 1789 |
| Doża Wenecji                       | - 1763 Alvise Giovanni Mocenigo 1779 |
| Król Węgier                        | - 1740 Maria Teresa 1780 |
| Monarcha Wielkiej Brytanii         | - 1760 Jerzy III 1820 |
| Premier Wielkiej Brytanii          | - 1770 Lord North 1782 |

Rok 1776 / MDCCLXXVI
stulecia: XVII wiek ~
XVIII wiek ~
XIX wiek

lata: 1766 «
1771 «
1772 «
1773 «
1774 «
1775 «
1776
» 1777
» 1778
» 1779
» 1780
» 1781
» 1786

## Wydarzenia na świecie
- 2 stycznia – po raz pierwszy wprowadzono wychowanie fizyczne w szkole (Saksonia).
- 10 stycznia – angielski pisarz Thomas Paine opublikował pamflet polityczny Zdrowy rozsądek, w którym opowiedział się za niepodległością Stanów Zjednoczonych.
- 3 marca – wojna o niepodległość Stanów Zjednoczonych: amerykańska marynarka wojenna w swej pierwszej akcji bojowej dokonała desantu pod Nassau na brytyjskich Bahamach.
- 9 marca – ukazały się Badania nad naturą i przyczynami bogactwa narodów Adama Smitha, fundamentalne dzieło dla nauk ekonomicznych.
- 15 marca – ukazała się drukiem pierwsza polska powieść nowożytna, Ignacego Krasickiego Mikołaja Doświadczyńskiego przypadki.
- 17 marca – wojna o niepodległość Stanów Zjednoczonych: wojska brytyjskie ewakuowały się z oblężonego Bostonu do Halifaksu w Nowej Szkocji.
- 28 marca – został założony Teatr Wielki w Moskwie.
- 11 kwietnia – Niepołomice otrzymały prawa miejskie.
- 12 kwietnia – przyjęto Deklarację z Halifax w której domagano się wolności i niezależności Karoliny Północnej od Wielkiej Brytanii.
- 1 maja – Niemiec Adam Weishaupt założył Zakon iluminatów.
- 4 maja – Rhode Island jako pierwsza kolonia amerykańska ogłosiła niezależność od Wielkiej Brytanii.
- 8 czerwca – wojna o niepodległość Stanów Zjednoczonych: zwycięstwo Brytyjczyków w bitwie pod Trois-Rivières.
- 12 czerwca – uchwalono Deklarację praw Wirginii.
- 2 lipca – Amerykański Kongres Kontynentalny przyjął rezolucję zrywającą więzi z Wielką Brytanią (właściwa Deklaracja Niepodległości została przyjęta dwa dni później – 4 lipca).
- 4 lipca – Kongres w Filadelfii uchwalił Deklarację Niepodległości Stanów Zjednoczonych.
- 11 lipca – James Cook wyruszył w swoją trzecią wyprawę.
- 22 sierpnia – podpisano traktat delimitacyjny.
- 27 sierpnia – wojna o niepodległość Stanów Zjednoczonych: zwycięstwo brytyjskie w bitwie na Long Island.
- 6 września – ponad 6 tys. osób zginęło po przejściu huraganu nad Gwadelupą.
- 7 września – wojna o niepodległość Stanów Zjednoczonych: amerykański miniaturowy okręt podwodny Turtle bez powodzenia zaatakował fregatę HMS Eagle operującą na rzece Hudson koło Manhattanu. Była to pierwsza próba bojowego wykorzystania okrętu podwodnego w historii.
- 15 września – wojna o niepodległość Stanów Zjednoczonych: zwycięstwo Brytyjczyków w bitwie nad Kip’s Bay.
- 16 września – wojna o niepodległość Stanów Zjednoczonych: zwycięstwo Amerykanów w bitwie na wzgórzach Harlemu.
- 7 października – następca rosyjskiego tronu Paweł I poślubił księżniczkę wirtemberską Zofię Dorotę.
- 9 października – Franciszkanin Francisco Palóu założył klasztor Mission San Francisco de Asís, który stał się podwaliną dzisiejszego San Francisco w Kalifornii.
- 10 października – Maurycy Beniowski został obwołany przez tubylców królem Madagaskaru.
- 11 października – wojna o niepodległość Stanów Zjednoczonych: miała miejsce morska bitwa koło Valcour.
- 18 października – wojna o niepodległość Stanów Zjednoczonych: zwycięstwo Brytyjczyków pod Pell’s Point.
- 28 października – wojna o niepodległość Stanów Zjednoczonych: Brytyjczycy pokonali Amerykanów pod White Plains.
- 25 grudnia – wojna o niepodległość Stanów Zjednoczonych: wojska amerykańskie pod wodzą George’a Washingtona przeprawiły się przez rzekę Delaware, rozpoczynając decydujący etap wojny.
- 26 grudnia – wojna o niepodległość Stanów Zjednoczonych: Amerykanie zwyciężyli w bitwie pod Trenton.
- Rozpoczęto budowę opery La Scala w Mediolanie.
- Sejm zniósł procesy o czary i zakazał stosowania tortur.
- Zlikwidowano oficjalnie husarię, powołując w jej miejsce Kawalerię Narodową.

## Urodzili się
- 24 stycznia – Ernst Theodor Amadeus Hoffmann, niemiecki poeta, pisarz epoki romantyzmu (zm. 1822)
- 4 lutego – Ignacy Ludwik Pawłowski, polski duchowny katolicki, biskup pomocniczy kamieniecki, arcybiskup mohylewski (zm. 1841)
- 17 lutego – Georg, hrabia Münster, niemiecki arystokrata, pionier paleontologii (zm. 1844)
- 12 marca – Hester Stanhope, brytyjska awanturniczka i podróżniczka (zm. 1839)
- 20 maja – Józef von Hohenzollern, duchowny katolicki, biskup warmiński (zm. 1836)
- 27 maja – Jan Marceli Gutkowski, polski duchowny katolicki, biskup janowski (zm. 1863)
- 11 czerwca – John Constable, angielski malarz (zm. 1837)
- 9 sierpnia – Amedeo Avogadro, włoski fizyk (zm. 1856)
- 24 sierpnia – Józef Hoene-Wroński, polski matematyk, fizyk, filozof, ekonomista i prawnik (zm. 1853)
- 31 października – Francis Locke, amerykański polityk, senator ze stanu Karolina Północna (zm. 1823)
- 16 grudnia – Wilhelm Johann Ritter, niemiecki fizyk (zm. 1810)

## Zmarli
- 24 marca – John Harrison, angielski cieśla i zegarmistrz, konstruktor pierwszego chronometru (ur. 1693)
- 25 sierpnia – David Hume, angielski (choć Szkot) filozof, pisarz i historyk (ur. 1711)

## Święta ruchome
- Tłusty czwartek: 15 lutego
- Ostatki: 20 lutego
- Popielec: 21 lutego
- Niedziela Palmowa: 31 marca
- Wielki Czwartek: 4 kwietnia
- Wielki Piątek: 5 kwietnia
- Wielka Sobota: 6 kwietnia
- Wielkanoc: 7 kwietnia
- Poniedziałek Wielkanocny: 8 kwietnia
- Wniebowstąpienie Pańskie: 16 maja
- Zesłanie Ducha Świętego: 26 maja
- Boże Ciało: 6 czerwca